# متسوط

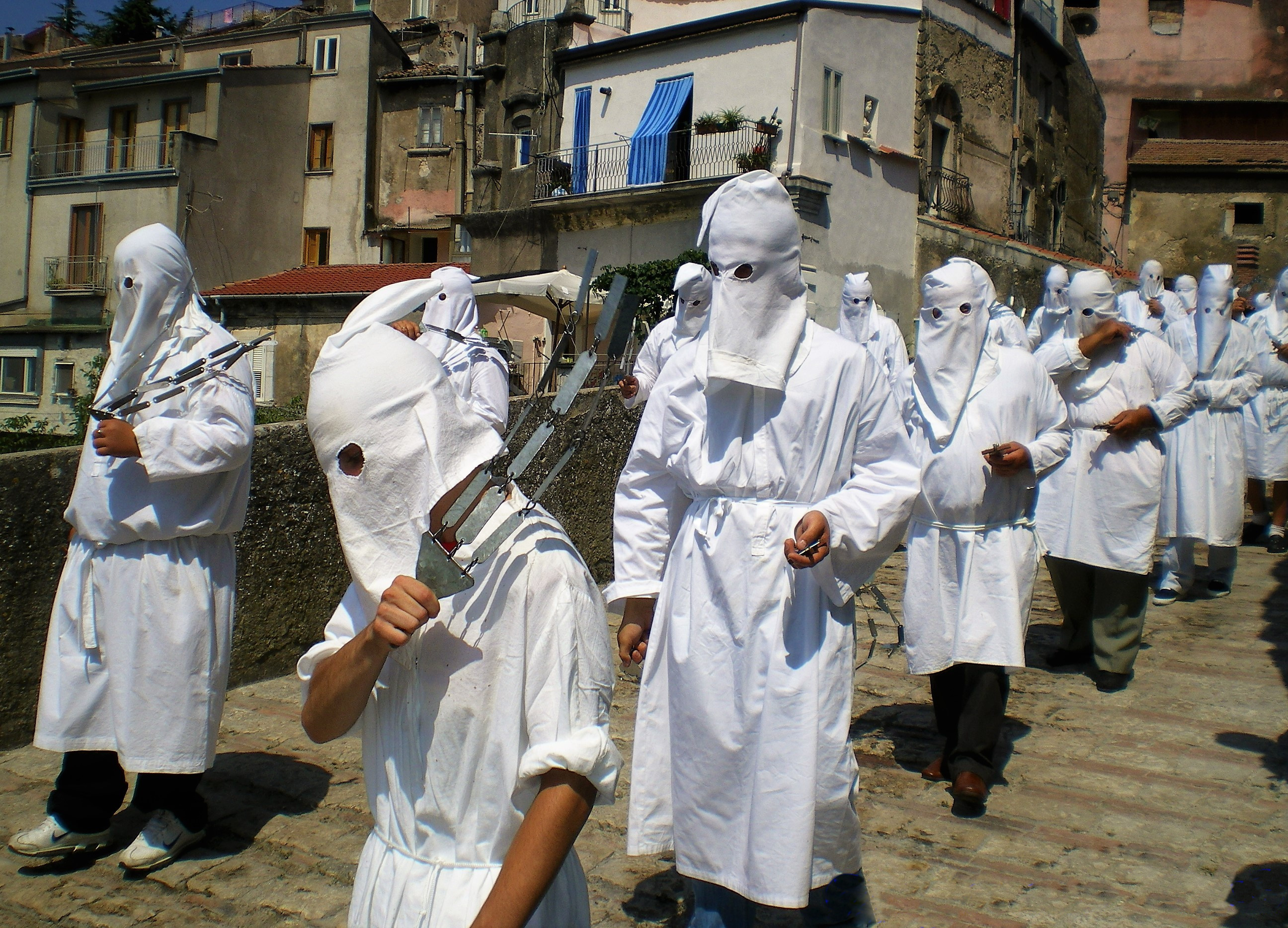

المُتَسَوِّطُون هم ممارسون لشكل من أشكال تأنيب الجسد بسَوط جلدهم بأدوات مختلفة للتكفير عن الذنب. العديد من الأخويات المسيحية للتائبين لديها متسوطون يلطمون أنفسهم، سواء في منازلهم الخاصة أو في المواكب العامة من أجل التوبة عن الخطايا والمشاركة في آلام المسيح.

1904 رسم توضيحي لمتسوط إسباني من العصور الوسطى.

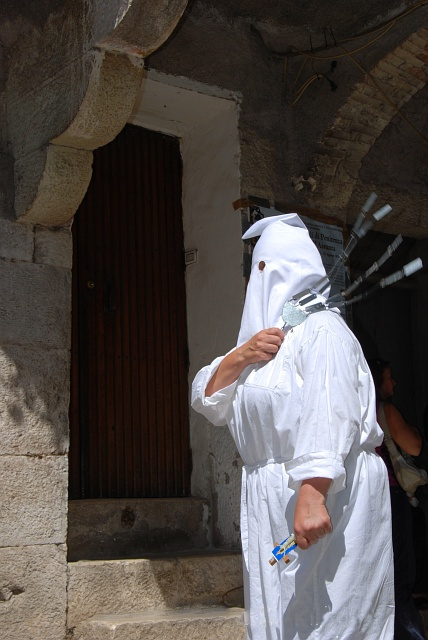
متسوط في إيطاليا يلطم الجسد (2010).